# За межею (роман)
За межею (англ. Out of My Mind) — це роман 2010 року Шерон М. Дрейпер, авторки бестселерів New York Times. Розповідь написано від першої особи, у ній зображено Мелоді Брукс, дівчинку з церебральним паралічем.

## Короткий зміст
Мелоді Брукс майже одинадцять. Її батьки зробили все можливе, щоб допомогти їй жити нормальним життям, але життя дівчинку часто засмучує, оскільки вона не може говорити, рухатися та висловлювати свої бажання через церебральний параліч. У результаті Мелоді доводиться боротися, щоб виконати свої бажання. Коли їй було п'ять років лікар навіть ставив Мелоді діагноз «глибока відсталість» і пропонував помістити дівчинку в будинок для літніх людей. Всупереч цьому, мати Мелоді записує її до початкової школи Сполдінг Стріт, щоб дівчинка здобула необхідну освіту. Однак клас спеціальної освіти, куди її віддають, клас H–5, не дуже підходить для розумних дітей з відмінностями в навчанні; клас навчає своїх учнів одних і тих же речей щодня, тобто алфавіту. Мелоді це засмучує, оскільки її знання вищі за матеріал, який викладають на уроках, але вона не може спілкуватися усно чи письмово. Її сусідка, місис Ві, добра, але сувора жінка. Вона змушує Мелоді робити все можливе. Коли Мелоді було три роки, місис Ві не вражало те, що Мелоді доводилося покладатися на батьків у всьому. Через це місис Ві змусила її навчитися повзати й кататися по землі. Вона навіть навчила Мелоді, як ловити себе, коли вона падає з інвалідного візка. Це допомогло Мелоді стати більш самостійною, але вона й надалі залежить від батьків, які допомагають їй з їжею та відвідуванням вбиральні.
Коли Мелоді виповнюється вісім років, її мати вагітніє знову. У цей час Мелоді випадково чує їхню розмову про новонароджену дитину та їхні побоювання, що вона матиме ті ж вади, через що Мелоді стає соромно. Однак Мелоді радіє, коли сестричка Пенні народжується абсолютно здоровою. Мелоді заздрить Пенні, коли та росте й дорослішає, оскільки вона ніколи не зможе робити те, що може Пенні. Однак Мелоді любить свою маленьку сестричку та радість, яку Пенні приносить родині та самій Мелоді.
Коли Мелоді переходить у п'ятий клас, вона починає відчувати розчарування через труднощі у спілкуванні та вираженні своїх бажань і потреб оточенню. Зрештою вона дізнається про комунікаційний пристрій, який дозволяє їй спілкуватися з іншими людьми, і отримує його. У школі її нова вчителька починає програму інклюзії, яка дозволяє учням з особливими потребами брати участь у стандартних класах. У Мелоді також є віддана помічниця Кетрін, яка супроводжує її упродовж майже всього навчання. Мелоді подружилася з Роуз Спенсер, але над нею знущаються дві дівчинки, Моллі та Клер, які вважають, що її інвалідність робить її дурнішою за них. Мелоді приєднується до команди з вікторин під назвою "Whiz Kids" і отримує ідеальний результат на пробному тесті. Потім вона бере участь у кваліфікаційному іспиті, щоб взяти участь у вікторині, і знову дивує всіх, коли потрапляє до команди.
У той день, коли група має летіти до Вашингтона, Мелоді дізнається, що її полуденний рейс скасовано через сніг, але решта команди полетіла рейсом о 9:00 без неї. Наступного дня Мелоді наполягає на тому, щоб піти до школи, дарма що її мати втомлена та розчарована. Коли вони з матір’ю готують її до школи, Мелоді розуміє, що Пенні вислизнула з дому. Мелоді б'є і штовхає свою матір, намагаючись попередити її, що Пенні знаходиться на вулиці й фактично на шляху автомобіля, але мати не розуміє цього, що призводить до того, що Пенні збиває машина, і вона зазнає травм. Мелоді почувається винною за те, що не змогла попередити матір, але дізнається, що Пенні видужає. У понеділок клас Мелоді просить вибачення за відсутність уважності до неї, віддаючи їй кубок за дев’яте місце, який вони виграли, сподіваючись помиритися з нею. Однак Мелоді сміється з них, розбиває трофей і виходить із кімнати. Наступного дня вони з Кетрін починають роботу над проєктом її автобіографії для школи, який починається з перших кількох рядків книги.

## Нагороди та досягнення
- Бестселер New York Times упродовж дев'яти тижнів[джерело?]
- Понад 18 тижнів у списку бестселерів New York Times[джерело?]
- Лауреат премії Жозетт Франк Коледжу освіти Бенк-стріт 2011 року[2]
- Найкраща дитяча книга 2010 року Kirkus Reviews [джерело?]
- Найкраща книжка року San Francisco Chronicle[джерело?]
- Список для читання "Вибір читачів Вірджинії" на 2011–2012 роки[джерело?]
- Книжка, відзначена Срібною нагородою Parents' Choice[джерело?]
- Список фіналістів премії Texas Bluebonnet Award 2011–2012[3]
- Книжка року журналу Essence[джерело?]
- Видатна дитяча книга 2011 року в галузі англійської мови та літератури[джерело?]
- У десятці найкращих книжок року за версією Shelf Awareness[джерело?]
- Вибір Кооперативного центру дитячих книг (CCBC) 2011 року[4]
- Вибір вчителів IRA 2011 року[джерело?]
- Вибір підлітків IRA 2011 року[джерело?]
- Премія Young Hoosier Book Award 2013 року (для середнього шкільного віку)[5]
- Премія дитячих і підліткових книг Buckeye 2011 року для учнів 6–8 класів з Огайо[6]
- Премія Sunshine State Young Reader's Award в категоріях для середньої школи та початкових класів[джерело?]
- Книжкова премія Maryland Black-Eyed Susan 2011–2012 років для учнів 6–9 класів[7]
- Beehive Book Award[джерело?]
- Вибрана в числі Time від 9 липня[джерело?]
- Вибрана в липневому числі журналу Ladies' Home Journal[джерело?]
- У національному списку бестселерів Indie[джерело?]
- Лауреат премії SAKURA[джерело?]
- Видатна дитяча книга NCTE в галузі мовних мистецтв[8]

## Екранізація
У травні 2022 року було повідомлено, що екранізація роману знаходиться на стадії розробки для Disney+ за участю Даніеля Сіплемена як сценариста, Ембер Сілі як режисерки та Фібі-Рей Тейлор у головній ролі. Прем'єра стрічки відбулася на кінофестивалі Sundance 2024.

## Прийняття
Критики сприйняли книжку як добре написаний роман. На роман «За межею» написали рецензії такі медіа: Denver Post, Columbus Dispatch, Publishers Weekly, Children's Literature, Washington Post, Horn Book Magazine та Bulletin of the Center for Children's Book. Роман отримав рецензії зі зірочками від School Library Journal, Booklist і Kirkus Reviews. Kirkus Reviews похвалили книгу за «багатство деталей, що відображають як основну нормальність, так і труднощі молодої людини з дитячим церебральним паралічем», а також за «описи  викликів Мелоді: "Іти в туалет у школі просто жахливо", та опису нечутливості деяких людей, яка є безкомпромісною та реалістичною». Publishers Weekly розкритикував «відсутність напруги в сюжеті», хоча цей недолік «був вирішений на півдорозі». Booklist заявив, що «За межею» — це «книга, яка не піддається віковим категоріям, достатньо легка для читання для учнів старших класів початкової школи, але також історія, яка просвітить і зацікавить підлітків і дорослих». The Bulletin сказав, що роман «[змусить] студентів задуматися про своїх однокласників, знайомих і братів і сестер з особливими потребами». Columbus Dispatch (Огайо) і Pittsburgh Post-Gazette (Пенсильванія) заявили, що «Дрейпер закликає тих, хто читає її історію, стати активістами для людей з відмінностями». The Denver Post зробив переконливий висновок: «якщо є лише одна книжка, яку підлітки та батьки (і всі інші) можуть прочитати цього року, це має бути «За межею». VOYA похвалили «яскраво описані тріумфи та невдачі Мелоді, яка прагне стати соціально прийнятною однокласницею і членкинею команди, в цьому наснажливому романі, який буде цікавий не лише читачам середньої школи, але й усім, хто цікавиться, що може відбуватися в розумах людей з серйозними фізичними обмеженнями»[джерело?]. The Horn Book палко проголосив, що роман є «потужною книжкою, яка відкриває очі, з незабутнім головним героєм і багатим складом повністю реалізованих, складних персонажів на другому плані». Children's Literature сказала, що «це справді зворушливий роман»[джерело?] The Washington Post зазначив: «авторка Шарон Дрейпер створює автентичну персонажку, яка наполягає, через свій жвавий голос і непереможну волю, щоб читач повністю залучився до історії дівчинки в рожевому інвалідному візку».

## Переклад українською
2018 року у видавництві «РМ» вийшов український переклад роману. Перекладачка —	Ганна Косів.

## Зовнішні посилання
- Сторінка авторки Шерон Дрейпер